# Hockey su pista ai IV World Skate Games
Le competizioni di hockey su pista ai IV World Skate Games si sono svolte dal 8 al 22 settembre 2024 a Novara, in Italia. 

## Podi

### Uomini
| Evento          | Oro    | Argento    | Bronzo    |
| Torneo Senior   | Spagna | Argentina  | Italia    |
| Torneo Under 19 | Spagna | Portogallo | Argentina |

### Donne
| Evento        | Oro    | Argento    | Bronzo    |
| Torneo Senior | Spagna | Portogallo | Argentina |